# 아드리안 무투
아드리안 무투(루마니아어: Adrian Mutu, 1979년 1월 8일, 루마니아 컬리네슈티 ~ )는 루마니아의 전 축구 선수로, 포지션은 스트라이커였다. 현재는 FC 볼룬타리의 감독이다.
2002-2003 시즌 AC 파르마 소속으로 세리에 A 득점 2위에 오르면서 유명 클럽들의 러브콜을 받기 시작했으며, 로만 아브라모비치가 구단주인 첼시에선 마요르카의 스트라이커 사뮈엘 에토와 파르마의 아드리안 무투를 놓고 고민했으나 결국 아드리안 무투를 선택했다. 무투는 첼시 입단 초기에는 최고의 활약을 하며 첼시의 판단이 매우 현명했다는 것을 실력으로 증명했지만 2004년, 코카인을 복용한 사실이 알려지면서 첼시에서 방출당하는 불행을 겪게 된다.
이후 이탈리아의 유벤투스로 자리를 옮기는 데 성공했으나, 첼시에서 만큼의 활약은 보여주지 못했고, 결국 이탈리아 내 타 구단인 피오렌티나로 이적했다. 피오렌티나로 이적한 후엔 전성기 시절에 버금가는 활약을 하고 있으며, 피오렌티나의 뛰어난 공격수로 부활했다.
2010년 1월 29일 AS 바리와의 세리에 A 경기 및 SS 라치오와의 코파 이탈리아 경기에서 금지 약물인 시부트라민을 복용한 사실이 밝혀져 1년 출장정지를 당했었다.
또한 2011년 8월 11일 대표팀 동료인 가브리엘 타마슈와 산마리노와의 경기 후에 나이트클럽에서 술을 마신 것이 드러나 두 선수 모두 대표팀에서 영구 제명이 되었다. 그러나 징계가 풀려 3경기 만에 국가대표팀에 다시 복귀하게 되었다.
2011년 체세나로 이적하여 1년간 뛴 후, 2012년 프랑스에 있는 AC 아작시오로 이적하였다.